# 崔世忠
崔世忠（1965年1月—），男，汉族，河南孟州人。1987年3月参加工作，1992年1月加入中国共产党，博士研究生学历。曾任河南科技大学党委书记。

## 简历
1987年3月，任郑州纺织工学院纺织系教师；1999年9月，任郑州纺织工学院院长办公室主任；2000年5月，任中原工学院院长助理兼院长办公室主任；2001年4月，任中原工学院副院长；2003年6月，任中原工学院党委副书记、副院长；2005年2月，任中原工学院党委副书记、院长；2014年12月，任中原工学院党委书记；2019年2月，任河南科技大学党委书记。
2021年4月，涉嫌严重违纪违法，接受河南省纪委监委纪律审查和监察调查。